# The Soda Stream
The Soda Stream ist eine deutsche Indie-Pop-Band aus Hamburg und München. 

## Geschichte
The Soda Stream entstand 1996, als Lars Schneider und Frank Schwesig aufgrund von Problemen mit Aufnahmegeräten Christoph Hallmann baten, ihnen mit der Technik zu helfen und ein paar Gitarrenparts beizusteuern. Zu dritt spielten sie Songs ein, die später als Grapefruit EP bei Marsh-Marigold Records veröffentlicht wurden. In dieser Zeit trat Alexa Rose zu den drei Musikern und lieferte ein Flötensolo zu einem nicht veröffentlichten Bonustrack. Die endgültige Formation fand sich im Winter 1996/1997, als Arne Kristott und Björn Ehrich am ersten Auftritt der Gruppe beim alljährlichen Label-Festival teilnahmen. 
Im Winter 1999/2000 begann die Band mit Aufnahmen zu ihrem ersten Album Hotel Pacific, das 2000 erschien ist und drei exklusive Remixe von Optique und Clubkraft enthält. Das Nachfolgealbum All the things you are entstand über einen Zeitraum von zwei Jahren zwischen 2002 und 2004 und wurde in Hamburg, München, Lyon und Paris eingespielt. Im Gegensatz zu Hotel Pacific übernahm die Band auch den größten Teil der Produktion. Das Album, das 2005 veröffentlicht wurde, verbindet ein breites Spektrum an musikalischen Elementen: Gitarrenpop und klassische Riffs, Electronica und entspannende Rhythmen. Anschließend beschloss die Band, die digitalen Spuren für ein Remix-Album zu nutzen. Daher bat man den Freundes- und Bekanntenkreis, Remixe anzufertigen, und brachte die Neuinterpretationen als kostenlosen Download heraus.

## Diskografie

### Alben
- 2017: The Soda Stream (Off Ya Tree)
- 2007: RMX (Download, Marsh-Marigold)
- 2005: All the Things You Are (Marsh-Marigold)
- 2000: Hotel Pacific (Marsh-Marigold)

### EPs
- 1997: Grapefruit EP (Marsh-Marigold)

### Kompilationsbeiträge
- 2004: Grains of Sand/Serenade − Marsh-Marigold-Review Vol.3
- 2001: 7/8 − Pop You like a Hurricane (Hobby de Luxe)
- 2000: Convoy − Little Darla Has a Treat for You Vol. 15 (Darla Records)
- 1998: 7/8 − Proud and Wild Forever (Marsh-Marigold)
- 1997: Not long ago − Trestle Set (Low voltage)
- 1997: Mary − Yesterday Follows You (Fieberkurve)